# Rafaelle Souza
Rafaelle Leone Carvalho de Souza, conosciuta semplicemente come Rafaelle (Cipó, 18 giugno 1991), è una calciatrice brasiliana, difensore dell'Orlando Pride e della nazionale brasiliana.

## Caratteristiche tecniche
Rafaelle originariamente giocava come terzino sinistro, per poi passare al ruolo di centrocampista offensivo. In seguito ha giocato da centrale, ma può anche giocare più avanti.

## Carriera

### Club e calcio universitario
Dopo aver iniziato l'attività agonistica nel proprio paese di nascita, nel 2011 si trasferisce negli Stati Uniti d'America per approfondire gli studi iscrivendosi all'Università del Mississippi, affiancando agli impegni scolastici quelli sportivi giocando nella squadra di calcio femminile universitario dell'istituto, le Ole Miss Rebels, e disputando il NCAA Women's Division I Soccer Championship dalla stagione 2011 a quella 2013.
Nel gennaio 2014 Rafaelle fu scelta nel secondo giro del NWSL College Draft 2014 dall'expansion team Houston Dash. Dopo aver giocato una stagione, marcando 16 presenze in NWSL, il club decide di non rinnovarle il contratto, tuttavia una settimana più tardi il FC Kansas City annuncia di avere acquistato i diritti della calciatrice brasiliana.
Ciò nonostante, nel marzo 2015 il Kansas City ha annunciato che Rafaelle non avrebbe giocato nella stagione 2015 della National Women's Soccer League in quanto era in allenamento con la sua nazionale.
Durante questo periodo si unisce all'América-MG, rimanendo legata al club di Belo Horizonte dal 2015 al 2016.
Nel 2016 Rafaelle ha firmato con il Changchun Zhuoyue, squadra iscritta alla Super League, una delle tre giocatrici brasiliane, assieme a Raquel e Darlene, a indossare la maglia del club cinese. Benché i termini degli accordi non fossero resi pubblici, in un'intervista rilasciata a Globo Esporte Rafaelle sostenne che i compensi erano notevolmente superiori a quelli che poteva ricevere in Brasile. Nel 2017, la compagna di nazionale Cristiane si sarebbe unita a lei al Changchun Zhuoyue.
Rimasta in Cina fino alla stagione 2020, dopo aver colto due terzi posti nei campionati 2018 e 2019, nell'aprile 2021 decide di fare ritorno in Brasile, firmando un contratto con il club paulista del Palmeiras in prestito dal club cinese. Nei due mesi in cui indossa la maglia dell'alviverde matura 8 presenze, aiutando la squadra a raggiungere la miglior difesa del torneo, solo 13 reti subite in 15 incontri.
Benché formalmente ancora in organico con il Changchun Zhuoyue, a causa del protrarsi delle limitazioni dovute alla pandemia di COVID-19 Rafaelle rimane in Brasile fino alla scadenza del contratto non facendo più ritorno al campionato cinese. Nel gennaio 2022 aggiunge alla sua carriera una nuova avventura, firmando con l'Arsenal il suo primo contratto con un club europeo.
Prima calciatrice brasiliana a indossare la maglia delle Gunners, a disposizione del tecnico svedese Jonas Eidevall, Rafaelle fa il suo esordio in FA Women's Super League il 27 gennaio 2022, alla 10ª giornata di campionato, nella vittoria casalinga per 2-1 con il Brighton & Hove, andando a segno per la prima volta poco più di un mese più tardi aprendo le marcature, di testa al 14' su calcio d'angolo di Laura Wienroither, alla 16ª giornata nella vittoria interna per 4-2 sulle avversarie del Birmingham City. Legata all'Arsenal anche per la stagione 2022-2023, marca ulteriori 16 presenze, siglando 2 reti, in campionato, contribuendo a far raggiungere alla sua squadra il terzo posto in classifica, accedendo di conseguenza alla fase di qualificazione della UEFA Women's Champions League 2023-2024, torneo UEFA dove aveva debuttato dal secondo turno nella precedente edizione, per lei 9 presenze e una rete.
Scaduti i termini del contratto, dall'estate 2023 ritorna negli Stati Uniti firmando un contratto da due anni e mezzo e raggiungendo la connazionale Marta alla conclusione del Mondiale di Australia e Nuova Zelanda 2023.

### Nazionale
Rafaelle inizia ad essere convocata dalla Federcalcio brasiliana nel 2008, inserita dal tecnico federale Marcos Gaspar nella rosa delle 21 calciatrici della formazione Under-17 che affronta la prima edizione del Mondiale di categoria, quello di Nuova Zelanda 2008. In quell'occasione Gaspar la impiega in tutti i tre incontri disputati dal Brasile nel gruppo D della fase a gironi, dove le prestazioni della squadra non si rivelano all’altezza delle avversarie che, con due sconfitte e un pareggio, quello terminato 2-2 con la Nigeria e dove Rafaelle sigla la sua unica rete nel torneo, conclude al quarto e ultimo posto del girone venendo così eliminata già alla fase preliminare.
Due anni più tardi arriva la convocazione con la Under-20, sempre affidata a Marcos Gaspar, che partecipa al Mondiale di Germania 2010. Rafaelle è tra le 21 calciatrici della squadra che scende in campo, da titolare, in tutti i tre incontri disputati dalla sua nazionale nel gruppo B della fase a gironi, con il Brasile che pur con una sola sconfitta, per 1-0 con la Corea del Nord, nell'incontro inaugurale, non riesce a superare il turno. In quell'occasione è autrice anche della rete che al 53', su rigore, riporta sulla parità la partita con la Svezia.

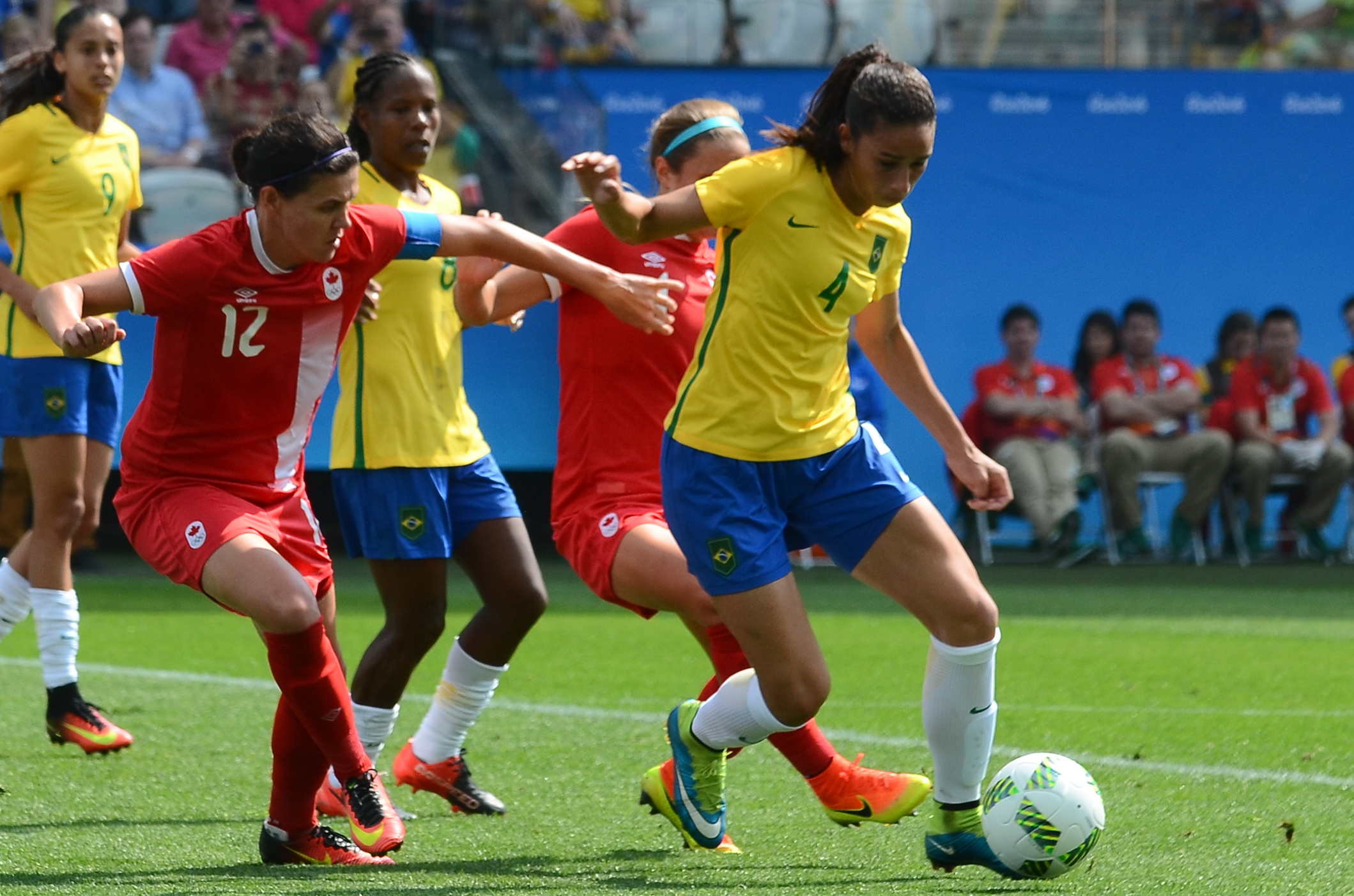
Rafaelle in un contrasto con la nazionale canadese Christine Sinclair alle Olimpiadi di Rio 2016.

Del 2011 è la sua prima convocazione in nazionale maggiore, inserita in rosa dal commissario tecnico Jorge Barcellos con la squadra che disputa il Torneio Internacional Cidade de São Paulo 2011, facendo il suo esordio l'11 dicembre, nel secondo tempo dell'incontro vinto 4-0 sul Cile
Barcellos in seguito continua a darle fiducia, facendola esordire da titolare qualche mese più tardi, in amichevole nella partita persa 2-1 con il Canada del 24 marzo 2012.
Nel febbraio 2015 Rafaelle è stata inclusa in un programma di residenza di 18 mesi destinato a preparare la nazionale brasiliana, affidata al ct Vadão, per il Mondiale di Canada 2015 e le Olimpiadi di Rio 2016.
Alla Coppa del mondo femminile FIFA 2015, Rafaelle ha formato un'improvvisata coppia di centravanti con Mônica. Dopo aver realizzato punteggio pieno senza subire gol nel gruppo E della fase a gironi, il Brasile incontra agli ottavi di finale l'Australia dove viene eliminata di misura dalle oceaniane con una rete all'80' di Kyah Simon. L'attaccante brasiliana dopo essere uscita dalla competizione rimane comunque in Canada, inserita nella selezione brasiliana che affronta il torneo di calcio femminile dei Giochi panamericani di Toronto 2015, contribuendo a vincere l'oro a fine competizione.
Dopo essere stata convocata in occasione della Algarve Cup 2016, dove scende in campo da titolare in tutti i quattro incontri disputati dalla sua nazionale fino alla finale per il podio, persa con il Canada 2-1, e averla testata in un paio di amichevoli preparatorie prima dell'inizio delle Olimpiadi "casalinghe", Vadão decide di inserirla nel reparto difensivo della rosa delle 18 atlete convocate. Durante il torneo viene impiegata, da titolare, in due incontri su tre del girone E, saltando quello terminato a reti involate con le avversarie del Sudafrica, e condivide il percorso della sua nazionale che, dopo aver concluso al primo posto il proprio gruppo nella fase a gironi supera l'Australia ai rigori nei quarti di finale, dopo che i tempi regolamentari si erano chiusi con una rete per parte, affrontano in semifinale la Svezia, con la quale concluso l'incontro a reti inviolate deve nuovamente affidare il passaggio del turno ai rigori, questa volta cedendo alle scandinave, e vede sfumare il bronzo olimpico ripetendo il risultato dell'Algarve Cup del marzo precedente, per 2-1 con il Canada, nella finale per il terzo posto.
Da allora le sue convocazioni sono costanti, alternando a singoli incontri amichevoli a tornei ad invito. Partecipa inoltre, vincendola, alla Coppa America di Cile 2018, valida anche per la qualificazione al Mondiale di Francia 2019, per lei sei presenze e una rete siglata, l'8 aprile 2018, nella vittoria per 8-0 sull'Ecuador.
Tuttavia un grave infortunio occorsole a fine 2018, la rottura del legamento crociato anteriore del ginocchio sinistro, la costringe a disertare per lungo tempo i campi di gioco saltando così le convocazioni per l'edizione 2019 della SheBelieves Cup e, pur avendo recuperato in tempo per allenarsi con il resto della squadra, per il Mondiale di Francia 2019.
Per tornare a indossare la maglia verdeoro deve attendere il novembre 2019 inserita nella lista delle 23 giocatrici convocate dal nuovo CT Pia Sundhage, che ha rilevato Vadão sulla panchina del Brasile dall'agosto di quell'anno, in occasione dell'edizione 2019 dello Yongchuan International Tournament, senza tuttavia venire impiegata durante il torneo. Il suo ritorno in campo avviene qualche mese più tardi, in occasione del Torneo di Francia femminile (Tournoi de France), dove Sundhage la impiega da titolare nel primo tempo dell'incontro pareggiato 2-2 con il Canada del 10 marzo 2020, torneo dove si classifica al quarto e ultimo posto, e tornando titolare fissa alla SheBelieves Cup 2021. Da allora le sue convocazioni si rifanno regolari, venendo inserita in rosa per il torneo di calcio femminile delle Olimpiadi di Tokyo 2020 (giocate però nell'estate 2021), per il Torneio Internacional de Manaus 2021 e per il Tournoi de France 2022.

## Palmarès

### Club
- FA Women's League Cup: 1

Arsenal: 2022-2023

### Nazionale
- Argento olimpico: 1

Parigi 2024
- Coppa America: 2

2018, 2022